# Władysław Pilarczyk
Władysław Pilarczyk (ur. 28 listopada 1931 w Kiczorach wówczas przysiółku Lipnicy Wielkiej, zm. 26 października 2015 w Krakowie) – polski regionalista związany głównie z Orawą, animator społeczno-kulturalny: prezes Towarzystwa Przyjaciół Orawy (1992–2002), i Małopolskiego Związku Regionalnych Towarzystw Kultury (2002–2010), ksiądz rzymskokatolicki.
Wychował się w rodzinie chłopskiej Anny i Pawła Pilarczyków. Ojciec dorabiał jako stolarz i tkacz. W 1938–1945 P. uczył się w szkole podstawowej w Jabłonce. W 1946 rozpoczął naukę w Gimnazjum im. S. Goszczyńskiego w Nowym Targu, gdzie zdał małą maturę. Liceum ukończył w Krakowskim Seminarium Duchownym. W 1951 zdał eksternistycznie maturę w IV LO im. T. Kościuszki. T.r. rozpoczął studia teologiczne na UJ. Równolegle ukończył WSD i otrzymał święcenia kapłańskie 24 czerwca 1956 z rąk bpa Franciszka Jopa. Następnie został skierowany do parafii w Radziechowach; później m.in. do Dobczyc, Jaworzna i Kleczy Dolnej. Na emeryturę duszpasterską przeszedł w 1995.
W czasie pracy duszpasterskiej zaangażował się w działalność w ruchu regionalistycznym. W Nowej Hucie zetknął się z Oddz. Krakowskim Związku Podhalan. W 1987-1988 wraz z R. Kantorem i L. Rydlem współtworzył Towarzystwo Przyjaciół Orawy, w którym wszedł w skład Zarządu; przewodniczył mu w 1992–2002. W ramach działalności w PTO redagował pismo „Orawa” oraz serię „Biblioteka Orawska”. W 1994 reprezentując woj. krakowskie, wziął udział w V Kongresie Regionalnych Towarzystw Kultury, na którym został wybrany do Zarządu Rady Krajowej RTK. T.r. został II wiceprzewodniczącym Zarządu RK RTK; w 1998–2002 był sekretarzem Zarządu. W 1999–2003 przewodniczył Małopolskiej Radzie RTK. W 2002-2010 przewodniczący Małopolskiego Związku RTK.
W 1989 r. ufundował tablicę pamiątkową w Kościele Mariackim w Krakowie, poświęconą zasłużonemu dla polskiej Orawy ks. infułatowi dr Ferdynandowi Machayowi. Tablica została odsłonięta i poświęcona w dniu 4 maja 1989 r.
W 1999 zainicjował wydawanie rocznika „Małopolska”. Pracował w redakcji pisma do 2015, pełniąc funkcję zastępcy redaktora naczelnego. Współpracował z Krajowym Ośrodkiem Dokumentacji RTK w Ciechanowie oraz Centrum Animacji Kultury w Warszawie.
Bogaty księgozbiór przekazał w 2004 Gminnej Bibliotece Publicznej w Lipnicy Wielkiej. Jego prywatna kolekcja medali, dzieł sztuki, historycznych dokumentów oraz pamiątek regionalnych stała się w 2005 podstawą zbiorów izby regionalnej w Szkole Podstawowej w Kiczorach.
Zmarł 26 października 2015 w Krakowie. Został pochowany na cmentarzu w Lipnicy Wielkiej.
Otrzymał Odznakę „Zasłużony Działacz Kultury” (1998) i Medalem A. Patkowskiego (2002).